# Bulburin National Park
Bulburin National Park är en park i Australien. Den ligger i delstaten Queensland, omkring 350 kilometer nordväst om delstatshuvudstaden Brisbane.
Trakten runt Bulburin National Park är nära nog obefolkad, med mindre än två invånare per kvadratkilometer.. Det finns inga samhällen i närheten.
I omgivningarna runt Bulburin National Park växer i huvudsak städsegrön lövskog. Genomsnittlig årsnederbörd är 1 163 millimeter. Den regnigaste månaden är januari, med i genomsnitt 249 mm nederbörd, och den torraste är september, med 28 mm nederbörd.